# روتنهاین
روتنهاین (به آلمانی: Rotenhain) یک شهر در آلمان است که در وستروالدکرایس واقع شده‌است. روتنهاین ۵۵۴ نفر جمعیت دارد.